# 硬口蓋歯茎吸着音
硬口蓋歯茎吸着音（こうこうがい はぐき きゅうちゃくおん）は、子音のひとつ。
国際音声記号では[ǂ]で表される。

## 概要
吸着音の調音部位の名称は混乱しており、学者によってはこの音を「歯＝歯茎吸着音」あるいは「歯茎吸着音」と呼ぶことがある。ラディフォギッドとトレイルは硬口蓋を主要な調音部位としたが、それ以前の意見とは異なっている。ラディフォギッドらの言う「歯茎吸着音」は[ǃ]のことである。
ラディフォギッドらによれば、硬口蓋歯茎吸着音においては舌は歯や歯茎にも接触するが、二重調音によって形成される空洞の位置が歯茎吸着音よりずっと後ろにあり、したがって閉鎖を開放したときの音は硬口蓋音として記述されるべきだという。
音響的には、[ʘ ǀ ǁ]が破擦音のように長い噪音を持つ（約15ミリ秒）のに対し、[ǃ ǂ]では約6ミリ秒と短く、減衰音になる。また、[ǃ]では周波数は約1200ヘルツであるのに対し、[ǂ]では約3000ヘルツになる。これは、調音部位が後ろにあるため、作られる空洞が小さいことを反映している。
吸着音は本質的に軟口蓋音または口蓋垂音との二重調音であり、国際音声記号では[k͡ǂ]のように書くか、あるいはタイを省略して[kǂ]のように書くことができる。同様に帯気音は[kǂʰ]、有声音は[ɡǂ]、鼻音は[ŋǂ]のように書かれる。

## 言語例
この音はコイサン諸語のナマ語、クン語、コン語などに見られる。
- ナマ語: [kǂais] 「呼び声」、[kǂʰaris] 「小さい人」、[ŋ̥ǂʰais] 「ヒヒの尻」、[ŋǂais] 「キジバト」、[kǂˀais] 「黄金」[6]。
- コン語: [kǂàã] 「骨」[7][8]